# メイクマイウエー
メイクマイウエーは、日本のアングロアラブ競走馬、種牡馬。

## 来歴
浦和競馬場に所属し、1975年にデビュー。同年成績は10戦2勝。
1976年5月25日に行われた楠賞全日本アラブ優駿（園田競馬場）において、本間光雄鞍上で挑み優勝。さらに同年7月1日に行われたアラブダービー（大井競馬場）も本間鞍上で制した。同年は9戦4勝の成績を挙げた。
1977年に福山競馬場（以下、福山）に転厩。12戦1勝の成績にとどまる。
1978年は5戦1勝の成績だったが、1月8日に行われた福山大賞典を藤井勝也鞍上で制した。同年限りで引退。

## 引退後
引退後は種牡馬となったが、8頭の産駒を残すに留まった。

## ブルードメアサイアーとしての産駒
- タカエイスター（AGIアラブChC 3着）